# Almamy Touré
Almamy Touré (Bamako, 28 aprile 1996) è un calciatore maliano con cittadinanza francese, difensore della nazionale maliana, attualmente svincolato.

## Caratteristiche tecniche
Gioca come terzino destro, ma può essere impiegato anche come difensore centrale possiede buona capacità nella corsa ed è abile nei dribbling.

## Carriera

### Club
Cresciuto nelle giovanili monegasche, debutta in prima squadra l'11 febbraio 2015 in una sfida di Coupe de France vinta 3-1 contro il Rennes dove realizza anche una rete.
Il 20 febbraio seguente debutta anche in Ligue 1 nella partita contro il Nizza dove sostituisce al 35º Kurzawa, mentre cinque giorni più tardi gioca da titolare nella partita di andata degli ottavi di finale di Champions League vinta dal Monaco 3-1 in trasferta contro l'Arsenal.
Il 31 gennaio 2019 viene ceduto ai tedeschi dell'Eintracht Francoforte.

### Nazionale
Dopo avere rappresentato la selezione Under-21 della Francia, nel 2022 decide di rappresentare il Mali.

## Statistiche

### Presenze e reti nei club
Statistiche aggiornate al 18 luglio 2025.
| Stagione              | Squadra               | Campionato            | Campionato | Campionato | Coppe nazionali | Coppe nazionali | Coppe nazionali | Coppe continentali | Coppe continentali | Coppe continentali | Altre coppe | Altre coppe | Altre coppe | Totale | Totale |
| Stagione              | Squadra               | Comp                  | Pres       | Reti       | Comp            | Pres            | Reti            | Comp               | Pres               | Reti               | Comp        | Pres        | Reti        | Pres   | Reti   |
| --------------------- | --------------------- | --------------------- | ---------- | ---------- | --------------- | --------------- | --------------- | ------------------ | ------------------ | ------------------ | ----------- | ----------- | ----------- | ------ | ------ |
| 2014-2015             | Monaco                | L1                    | 5          | 1          | CF+CdL          | 2+0             | 1               | UCL                | 1                  | 0                  | -           | -           | -           | 8      | 2      |
| 2015-2016             | Monaco                | L1                    | 10         | 3          | CF+CdL          | 1+0             | 0               | UEL                | 2                  | 0                  | -           | -           | -           | 13     | 3      |
| 2016-2017             | Monaco                | L1                    | 15         | 0          | CF+CdL          | 3+4             | 0               | UCL                | 5                  | 0                  | -           | -           | -           | 27     | 0      |
| 2017-2018             | Monaco                | L1                    | 20         | 1          | CF+CdL          | 2+1             | 0               | UCL                | 3                  | 0                  | SF          | 1           | 0           | 27     | 1      |
| 2018-gen.2019         | Monaco                | L1                    | 4          | 0          | CF+CdL          | 0               | 0               | UCL                | 1                  | 0                  | -           | -           | -           | 5      | 0      |
| Totale Monaco         | Totale Monaco         | Totale Monaco         | 54         | 5          |                 | 13              | 1               |                    | 12                 | 0                  |             | 1           | 0           | 80     | 6      |
| feb.-giu.2019         | Eintracht Francoforte | BL                    | 7          | 0          | CF              | 0               | 0               | -                  | -                  | -                  | -           | -           | -           | 7      | 0      |
| 2019-2020             | Eintracht Francoforte | BL                    | 19         | 1          | CF              | 3               | 0               | UEL                | 7                  | 0                  | -           | -           | -           | 29     | 1      |
| 2020-2021             | Eintracht Francoforte | BL                    | 17         | 1          | CF              | 1               | 0               | -                  | -                  | -                  | -           | -           | -           | 18     | 1      |
| 2021-2022             | Eintracht Francoforte | BL                    | 10         | 0          | CG              | 0               | 0               | UEL                | 8                  | 1                  | -           | -           | -           | 18     | 1      |
| 2022-2023             | Eintracht Francoforte | BL                    | 7          | 0          | CG              | 1               | 0               | UEL                | 0                  | 0                  | SU          | 1           | 0           | 9      | 0      |
| Totale Eintracht      | Totale Eintracht      | Totale Eintracht      | 60         | 2          |                 | 5               | 0               |                    | 15                 | 1                  |             | 1           | 0           | 81     | 3      |
| 2023-2024             | Kaiserslautern        | 2.BL                  | 11         | 1          | CG              | 4               | 1               | -                  | -                  | -                  | -           | -           | -           | 15     | 2      |
| 2024-2025             | Kaiserslautern        | 2.BL                  | 8          | 0          | CG              | 1               | 0               | -                  | -                  | -                  | -           | -           | -           | 9      | 0      |
| Totale Kaiserslautern | Totale Kaiserslautern | Totale Kaiserslautern | 19         | 1          |                 | 5               | 1               |                    | -                  | -                  |             | -           | -           | 24     | 2      |
| Totale carriera       | Totale carriera       | Totale carriera       | 126        | 8          |                 | 23              | 2               |                    | 27                 | 1                  |             | 2           | 0           | 178    | 11     |

### Cronologia presenze e reti in nazionale
| Cronologia completa delle presenze e delle reti in nazionale ― Mali | Cronologia completa delle presenze e delle reti in nazionale ― Mali | Cronologia completa delle presenze e delle reti in nazionale ― Mali | Cronologia completa delle presenze e delle reti in nazionale ― Mali | Cronologia completa delle presenze e delle reti in nazionale ― Mali | Cronologia completa delle presenze e delle reti in nazionale ― Mali | Cronologia completa delle presenze e delle reti in nazionale ― Mali | Cronologia completa delle presenze e delle reti in nazionale ― Mali |
| Data                                                                | Città                                                               | In casa                                                             | Risultato                                                           | Ospiti                                                              | Competizione                                                        | Reti                                                                | Note                                                                |
| ------------------------------------------------------------------- | ------------------------------------------------------------------- | ------------------------------------------------------------------- | ------------------------------------------------------------------- | ------------------------------------------------------------------- | ------------------------------------------------------------------- | ------------------------------------------------------------------- | ------------------------------------------------------------------- |
| 18-6-2023                                                           | Brazzaville                                                         | Rep. del Congo                                                      | 0 – 1                                                               | Mali                                                                | Qual. Coppa d'Africa 2023                                           | -                                                                   | 87’                                                                 |
| Totale                                                              |                                                                     | Presenze                                                            | 1                                                                   |                                                                     | Reti                                                                | 0                                                                   |                                                                     |

## Palmarès

### Competizioni nazionali
- Campionato francese: 1

Monaco: 2016-2017

### Competizioni internazionali
- UEFA Europa League: 1

Eintracht Francoforte: 2021-2022